# Tunggulpayung
Tunggulpayung is een bestuurslaag in het regentschap Indramayu van de provincie West-Java, Indonesië. Tunggulpayung telt 6832 inwoners (volkstelling 2010).